# Diego Novaretti
Diego Novaretti est un footballeur argentin né le 9 mai 1985 à La Palestina. Il évolue au poste de défenseur au CA Belgrano.

## Palmarès
- Vainqueur du Tournoi de clôture du championnat du Mexique 2010 avec le Deportivo Toluca